# 2605 Sahade
2605 Sahade је астероид главног астероидног појаса са средњом удаљеношћу од Сунца која износи 3,095 астрономских јединица (АЈ).
Апсолутна магнитуда астероида је 12,7.